# スタンレー・ジョーンズ
イーライ・スタンレー・ジョーンズ（Eli Stanley Jones, 1884年 - 1973年）は、アメリカ合衆国のメソジスト派の宣教師である。インドで活躍し、その経験を元にアシュラム運動を始めた。E.スタンレー・ジョーンズの表記が一般的である。
1884年にメリーランド州の農村で生まれ、1901年に伝道説教を聴いて献身を決意する。国外宣教のために学生ボランティア運動に参加した。最初アフリカ宣教を願ったが、所属していたアメリカ・メソジスト教会はインド行きを勧め、ジョーンズもインドに行く決心をした。
1907年にインドに渡り、ランクナウで英語を使用する教会で働いた。インド社会における知識人に伝道することを試みた。しかし、成果が得られず8年半後に心身ともに疲れ果て病に倒れる。そして、療養のためアメリカに一時帰国している時、霊的体験をし、霊的な力を取り戻す。
自分の経験とヒンドゥー教徒たちの触れ合いから、ヒンドゥー教のアシュラムに着想を得て、クリスチャン・アシュラム運動を始めた。この運動はインド人達に受け入れられ、1940年までに24箇所でアシュラム運動が展開された。
また、丸テーブル集会を始めた。これは、丸いテーブルでクリスチャンやヒンドゥー教徒、ジャイナ教徒、イスラム教徒らを招いて討論するという集会である。
このような、活動が宣教学者に高く評価され、インドで広く受け入れられマハトマ・ガンジー、ジャワハルラール・ネルーらの指導者達とも交流し、彼らの信頼を得ることができた。
1928年にジョーンズはアメリカ・メソジスト監督教会の監督に選出されたが、それを断りインドで活動を続けた。
1949年以降、頻繁に来日して、各派共同の全国運動の講師として活動した。4回目の来日からは、日本の各地をアシュラムにアシュラム運動と訪問伝道を紹介した。また、日米の平和のために祈り、合衆国大統領に進言したり、人種差別撤廃などの活動のために世界を回った。
三度の脳溢血と闘いつつ、1973年にインドのサトタルで死去した。